# هابارد، شهرستان دوج، ویسکانسین
هابارد (به انگلیسی: Hubbard) یک شهر در ایالات متحده آمریکا است که در شهرستان دوج، ویسکانسین واقع شده‌است. هابارد ۸۶٫۵ کیلومتر مربع مساحت و ۱٬۶۴۳ نفر جمعیت دارد و ۲۶۵ متر بالاتر از سطح دریا واقع شده‌است.